# Luftangriff auf Koçağılı und Kuşkonar
Der Luftangriff auf Koçağılı und Kuşkonar war ein Angriff von zwei Kampfflugzeugen und einem Kampfhubschrauber der Türkischen Luftstreitkräfte auf eigene Bürger in den beiden kurdischen Dörfern Koçağılı (kurd. Besüke) und Kuşkonar (kurd. Gever) ca. 20 km westlich von Şırnak. Die Dörfer lagen neun km Luftlinie voneinander entfernt.
Die Luftschläge erfolgten am 26. März 1994 um ca. 10.30 Uhr. In Koçağılı wurden dabei 13 Menschen getötet und in Kuşkonar starben 25 Menschen. Insgesamt 13 Personen wurden verletzt. Bei den Getöteten handelte es sich in der Mehrzahl um Kinder, darunter sieben Säuglinge, und ältere Frauen. Der hohe Anteil an Kindern und älteren Frauen war dem Umstand geschuldet, dass die Männer um diese Uhrzeit auf dem Feld arbeiteten. Die Überlebenden von Kuşkonar bestatteten die Opfer in einem Massengrab, nahe den Ruinen, die Überlebenden von Koçağılı brachten ihre Toten nach Kumçatı, um sie dort zu bestatten. Beide Dörfer wurden aufgegeben und sind bis heute verlassen. 
Die Türkei machte für die Massaker die PKK verantwortlich. Als Antwort auf eine parlamentarische Anfrage von Selim Sadak erklärte Innenminister Nahit Menteşe im August desselben Jahres, es habe eine Luftoperation gegen ca. 1.000 PKK-Kämpfer nördlich von Koçağılı gegeben. Dabei seien ca. 150 Kämpfer getötet worden. Am selben Tag hätten PKK-Kämpfer die Dörfer mit 82-mm-Granatwerfern, Raketenwerfern und Langwaffen angegriffen. Gerichtliche Untersuchungen des Vorfalls wurden verschleppt und zwischen verschiedenen Staatsanwaltschaften jahrelang hin- und hergeschoben.
Im Jahr 2006 erhoben Angehörige und Geschädigte eine Beschwerde gegen die Türkei vor dem Europäischen Gerichtshof für Menschenrechte (EGMR). Ihrer Ansicht nach seien die Dörfer angegriffen worden, weil die Bewohner sich geweigert hätten, als Dorfschützer zu arbeiten. Während des Verfahrens stellte sich 2012 heraus, dass die Flugdaten der Kampfflugzeuge entgegen allen Auskünften der Sicherheitskräfte sehr wohl vorhanden waren. Der EGMR verurteilte die Türkei im November 2013 zu einer Entschädigungszahlung in Höhe von 2.300.000 Euro, da sie mit dem Angriff mehrere Artikel der Europäischen Menschenrechtskonvention verletzt und auch keinerlei Anstrengungen unternommen hatte, den Vorfall aufzuklären.